# イナズマイレブン
『イナズマイレブン』は、レベルファイブが製作し、2008年8月22日に発売されたニンテンドーDS用収集・育成サッカーRPG。および、それを原作とした漫画、テレビアニメ、映画、CDドラマ、舞台作品。公式の略称は「イナズマ」だが、一部のメディアでは「イナイレ」とも呼ばれている。
後に『イナズマイレブン2 脅威の侵略者 ファイア/ブリザード』、『イナズマイレブン3 世界への挑戦!! スパーク/ボンバー/ジ・オーガ』とシリーズ化された。また、Wii用ソフトとして『イナズマイレブン ストライカーズ』が2011年7月16日に発売された。同年12月15日には、シリーズの続編として『イナズマイレブンGO』がニンテンドー3DSで発売された。2016年7月27日に新作『イナズマイレブン アレスの天秤（現・イナズマイレブン 英雄たちのヴィクトリーロード）』が発表された。2018年7月20日にはシリーズ10周年を記念した本作のニンテンドー3DS移植版『イナズマイレブン for ニンテンドー3DS』が期間限定で無料配信された。ゲームシリーズの世界累計出荷数は2018年時点で800万本を突破している。

## 概要
プレイヤーは雷門中学校サッカー部のキャプテン円堂守となり、部員の勧誘や特訓、練習試合を繰り返しながらストーリーを進行させてフットボールフロンティア全国大会での優勝を目指すRPG。ゲーム中に登場する部員候補は1000人以上に及び、普通に話しかけるだけで入部してくれる者から、マネージャーによるスカウト、部員の人脈、他チームからの引き抜きまで、入部条件も様々である。これらのキャラクターを編成することで自分だけのオリジナルチームを作ることができ、さらに友達と対戦やトレードを行うこともできる。2007年8月29日「LEVEL 5 VISION 2007」にて発表され、2008年8月22日に発売された。
劇中のアニメーションはオー・エル・エムが手がける。また、オープニングテーマは豚骨ピストンズが本作のために新たに立ち上げたユニット「T-Pistonz」が、エンディングテーマは、ゲーム中の女性キャラクター3人に模して結成された実在のアイドルユニット「twe'lv（トゥエルブ）」が担当する。第二期・第三期では、オープニングテーマは「T-Pistonz」にラップの｢KMC」（ケムシ）を加えた「T-Pistonz+KMC」が、そしてエンディングテーマは、ハロー!プロジェクトで活動していた「Berryz工房」が担当する（詳細は#主題歌を参照）。

## ストーリー
主人公の円堂守はサッカーを愛してやまない少年であり、雷門中サッカー部のキャプテンを務めている。ある日、豪炎寺修也という少年が雷門中に転校してくる。彼は中学サッカー界では伝説的なストライカーだった。そして時を同じくして、全国大会40年連覇の強豪・帝国学園サッカー部が、無名の弱小チームである雷門中サッカー部に練習試合を申請してくるのだが、この試合に勝てなければ、雷門中サッカー部は廃部となることが決定してしまう。しかし帝国学園と主人公である円堂守には何の関係もない。
そこで円堂は豪炎寺をサッカー部に誘おうと考えるが、豪炎寺はとある事情により、二度とサッカーはしないという誓いを立てていた。ひとまず豪炎寺を諦め、何とか11人を揃えた雷門中サッカー部であったが、明らかに勝ち目の無いこの試合。いよいよ試合が始まった。前半は帝国の圧倒的な戦力で雷門は諦めかける。帝国の目的は炎のストライカー豪炎寺修也。後半に入り、チームはボロボロに。その時、逃げ出した目金に変わり豪炎寺が雷門のユニフォームを着た。豪炎寺が入ったことで円堂や仲間たちが立ち上がる。豪炎寺はすぐさまゴールへと駆け上がり、必殺技「ファイアトルネード」を繰り出す。そのシュートは見事に決まり、帝国は何か企んでいる様子でそのシュートを見届けると練習試合を切り上げ去っていった。
円堂は豪炎寺がチームに入ったと思い声をかけるがまたもやサッカーはやめたと言い、去っていく。円堂は毎日どこかに通っている様子の豪炎寺のことが気になり、後をつけるとそこは病院だった。妹が入院していると知った円堂はサッカーをやめた理由を話してくれと頼み込む。

## 登場人物
ゲーム中には2000人以上にも及ぶ部員候補が登場する。後々にはガチャシステムが登場し、ランダムで部員をスカウトすることができる。

## ゲームシステム

### ストーリーモード
雷門中や河川敷など、町内の各地を移動し、ストーリーの進行、情報収集、部員の勧誘、練習などを行う。
一般的なRPGと同様、マップ上でのランダムエンカウントによる通常バトルも発生し、この場合は4対4・15分のミニゲームとなる。また、いわゆるボス戦にあたるストーリー上での試合や、任意に行える練習試合は、11対11・30分ハーフ（ロスタイムあり）の正式な試合形式となる。マップ上を歩くメンバー4人のいずれかに、じみなミサンガを装備するとエンカウントバトルがなくなる。逆にハデなミサンガを装備するとエンカウントバトルが多くなる。

### 試合モード
試合は基本的にリアルタイムで進行。試合での操作はタッチペンで行い、適度なアクション操作が要求される。選手はある程度自動的に移動するが、必要な場合はタッチペンで任意に動かすことができ、一時的に時間を止めてから動作を予約することも可能。
敵とボールの奪い合いになると時間が一時停止し、コマンドバトルに突入する。コマンドは、成功率が高いがボールをキープしにくいもの（ファウル率が高い）と、成功率は低いがボールをキープしやすいもの（ファウル率が低い）の二者択一を基本とし（例:ボールをキープしやすいキャッチと成功率が高いパンチング）または必殺技を選択し、これに加え能力が絡む。
能力は必殺技を使うためのTP、体力を表すGP、シュートの威力やパス（スローイン）の距離が長くなるキック、相手からボールを奪って回したり、相手のシュートを止めるガード、相手のブロックを突破するためのボディ、パスやシュートの誤差が減るコントロール、選手の移動速度が上がるスピード、選手のGPの低下を抑えるスタミナ、相手のドリブルを防いだり、コマンドバトル以外でのボールの競り合いに必要なガッツに別れ、選択したコマンドと能力、属性相性（下記）を合計し、トータルテクニックが計算され、トータルテクニックが高い方がコマンドバトルに勝利する。また、ある程度のレベルの差があるとトータルテクニックが相手よりも高くてもコマンドバトルに敗北することもある。ミニゲームでは特定の条件を満たせばその場で勝利、正式な試合では試合終了時に自チームの得点が相手チームを上回っていれば勝利となる。同点の場合は敗北となる。
選手や必殺技にはそれぞれ属性（風・林・火・山）が決まっており、敵選手の競り合い（コマンドバトル）や必殺技同士の激突の勝率が高くなる。属性の相性は風は山に強く、林は風に強く、火は林に強く、山は火に強い。コマンドバトル時に近くに同じ属性の選手が一人いればダブル、2人いればトリプルとなり、競り合いにより有利になる（最高3人）。そのほか選手と必殺技の属性が一致すれば威力が上昇する。
一般的なサッカーゲームにあるイエロー・レッドカードの概念はなく、何度ファールをしても退場になることはなく、ファールになりやすい代わりとして競り合いに強く威力の高い必殺技を連発して、相手選手のGPを削ぎ取る戦術も見られる。また、交代回数の制限もない。ただし、ペナルティエリア内で守備側のチームがファールをすると、通常のサッカーと同じようにペナルティキックが攻撃側に与えられる。

### 通信モード
DSワイヤレス通信で他のプレイヤーとの対戦やキャラクター交換が可能。また、Wi-Fi通信により、配信専用キャラクターのダウンロードも可能。配信専用キャラクターは発売から1年間毎週配信され、12月11日から12月25日までの木曜日には配信限定アイテムが配布された。

## 用語
イナズマイレブン
雷門中学出身の伝説のサッカープレイヤー。元々は40年前における雷門中サッカー部にのみ対する呼称だった。
フットボールフロンティア
少年サッカーの全国大会。
エイリア石
強力なエナジーを秘めた隕石。紫色をしている。そのエナジーで選手の身体能力を強化するが、心身に悪影響を及ぼすことがある。
お日さま園
エイリア学園の選手たちの出身の孤児院。
フットボールフロンティアインターナショナル（FFI）
15歳以下の少年を対象とした全世界サッカー大会。

## 漫画
漫画版『イナズマイレブン』は、『月刊コロコロコミック』誌上において、2008年6月号から2011年10月号まで連載された。原作および監修はレベルファイブ、作画はやぶのてんやが担当。単行本は全10巻である。第34回（平成22年度）講談社漫画賞児童部門受賞、第57回（平成23年度）小学館漫画賞児童部門受賞。『コロコロコミック』連載漫画の講談社漫画賞は本作が初受賞であり、講談社と小学館の漫画賞を同作品で受賞することも稀である。ストーリーは概ね原作のゲームと共通しているが、キャラクターのアレンジ、月間連載ゆえの簡略化、改変が多く『2』のストーリーは本編では省略された。
また、『コロコロイチバン!』では2010年3月号よりこしたてつひろによる作品が、小学館の学習雑誌では『小学三年生』で2009年4月号から吉祥寺笑により連載され、後に『小学四年生』でも小学三年生版と同じ作者で休刊号である2012年3月号まで連載された。
関連コミックの累計発行部数は100万部を突破している。
『コロコロアニキ』2018年春号において『イナズマイレブン アレスの天秤』の前日譚にあたる『イナズマイレブン Reloaded』が漫画化された。作画はやぶのてんや。同作および『月刊コロコロコミック』にてやぶのが連載していた漫画を再構築したものを『イナズマイレブン SELECTION』として2018年8月24日に単行本化。

## テレビアニメ
2008年10月5日よりテレビ東京系列などで、本作を原作としたテレビアニメ『イナズマイレブン』が放送された。2011年5月4日から2014年3月19日まで第2シリーズ『イナズマイレブンGO』が放送されていた。2018年4月6日から9月28日まで『イナズマイレブン アレスの天秤』が放送され、同年10月5日から2019年9月27日まで『イナズマイレブン オリオンの刻印』が放送された。

## 劇場アニメ
劇場版イナズマイレブン 最強軍団オーガ襲来
2010年12月23日公開のテレビアニメの映画版。

## アーケードゲーム
イナズマイレブン 爆熱サッカーバトル
2010年7月15日よりレベルファイブよりライセンス供与を受けたアトラスから発売のアーケード用カードゲーム機。カードには「イナップ」と呼ばれる六角形のチップがはめ込まれており、1チーム4人のイナップを読み込ませプレイする。第2弾より2P対戦ができるようになった。第5弾よりテレビアニメに会わせ『イナズマイレブン イナズマイレブンGO 爆熱サッカーバトル』に改題。2011年12月より『イナズマイレブンGO バトルスタジアム』にリニューアル。

### 遊び方
最大4枚のイナップをスキャンしてチームを編成。ルーレットバトルかボタン連打するステップ連打バトルで攻撃側防御側が決定され、それぞれ選択したキャラクターの攻撃側と守備側の最終数値が高いかで、必殺技や連携技が決まるか防げるかが決まる。3回の対決で点数の高いほうが勝利となる。もし同点の場合は技を決めると上がるイナズマポイントが高いほうが勝利となる。
イナップ
カード部分から取り外した六角形チップ。裏側のQRコードを読み込みチーム編成する。色毎にポジションが決まっておりFW（赤）、MF（青）、DF（緑）、GK（黄色）の4種類に分けられる。チーム編成時にイナップ角にあるステータスマークの組み合わせによりチームがパワーアップする。カード部分になるイナップベースは使用しない。

### リリース
- 第1弾 - 2010年7月15日より稼動。全46種。
- 第2弾 - 2010年9月30日より稼動。全49種。
- 第3弾 - 2010年12月22日より稼動。イナップメモリーカード対応。アシストイナップ登場。
- 豪炎寺ホロキラキャンペーン - 2011年2月の期間中のみ豪*第3弾 - 2010年12月22日より稼動。
- 第4弾 - 2011年3月29日より稼動。全49種。3ターン制を導入。
- 第5弾 - 2011年7月14日より稼動。全50種。『イナズマイレブンGO』のキャラクター参戦。
- 超必殺技EXパック - 2011年10月14日より販売。1-5弾までのレア全115枚がラインナップ。

## 携帯アプリゲーム
イナズマイレブン フューチャー
2009年よりゲームポータルサイト『ROID』で配信予定だったが、結局配信されなかった。スペイン人のブログにてベータ版が作られていたことが明らかにされた。
イナズマイレブン ダッシュ
2010年12月23日よりゲームポータルサイト『ROID』で配信のシリーズ初の携帯アプリゲーム。ROID終了後ゲームポータルサイト『レイトン教授モバイルR』で配信されていたが、2014年8月31日にサービスを終了。
イナズマイレブン モバイル
2010年7月1日より3キャリア対応の公式モバイルサイトとして運営を開始。2013年5月20日にサービスを終了。
Line パズル de イナズマイレブン
2013年12月24日より配信のLINE上のアクションパズルゲーム。2014年9月29日にサービスを終了。
イナズマイレブン エブリデイ!!＋（プラス）
2017年6月30日より配信のシミュレーションゲーム。2012年にシリーズ5周年キャンペーンで配信された限定非売品ニンテンドー3DSダウンロードソフト『イナズマイレブン エブリデイ!!』に追加要素を加えたものとなっている。
イナズマイレブン SD
2020年1月3日より配信のアプリゲーム。当初は2019年10月配信予定だったが、12月上旬の延期を発表。12月6日に事前登録を開始し、配信を12月下旬に変更の末、12月23日に2020年1月3日に配信すると発表した。
歴代の選手も登場する超次元オールスターゲーム。キャラクターがSDサイズのフィギュアでおはじき型のトイ・サッカーゲームとなっている。2020年12月1日にサービスを終了。

## キャラクターショー
声優の音声を使って着ぐるみで演じるパッケージショーのオリジナルストーリー。2010年1月10日に熊本県のグリーンランド遊園地で公演後、各地で催された。登場キャラクターは、円堂、豪炎寺、鬼道の3名。円堂が持つスゴ技ノートを探りに帝国学園の鬼道が雷門に忍び込むというストーリー。ショーにボールは使用されず、空気を蹴ってボールのようにぶつける鬼道の「透明シュート」にて対決が行なわれる。
ショーの後には子供が参加してボールをシュートするサッカーゲーム「キックターゲット」が行なわれた。

## ドラマCD
2010年8月20日に発売。タイトルは『イナズマイレブン 復活の絆!!』。テレビアニメ版での雷門イレブンの最後の合宿をテーマにしており、ドラマCDオリジナルストーリーとなっている。

### 声の出演
- 円堂守 - 竹内順子
- 豪炎寺修也 - 野島裕史
- 鬼道有人 - 吉野裕行
- 風丸一郎太 - 西墻由香
- 吹雪士郎 - 宮野真守
- 立向居勇気 - 立花慎之介
- 綱海条介 - 阪口周平
- 木暮夕弥 - 宮原永海
- 壁山塀吾郎 - 田野めぐみ

## 舞台版
- 日時：2010年9月4日 - 9月12日
- 場所：東京ドームシティ シアターGロッソ

土日のみ親子席あり。全13公演。

### キャスト
- 雷門中
  - 円堂守 - 坂口りょう
  - 豪炎寺修也 - 金子直史
  - 染岡竜吾 - 辻本優人
  - 風丸一郎太 - 桑野晃輔
  - 壁山塀吾郎 - 樽見貞幸
  - 土門飛鳥 - 菊地雄人
  - 松野空介 - 長倉正明
  - 影野仁 - 中井恭平
  - 半田真一 - 鳥越裕貴
  - 少林寺歩 - 原勇弥
  - 宍戸佐吉 - 村岡友憲
  - 栗松鉄平 - 大槻りょう
  - 木野秋（マネージャー） - 齊藤夢愛
  - 音無春奈（マネージャー） - あいか
  - 雷門夏未（マネージャー） - 八代みなせ
  - 角馬圭太 - 根本幸多
- 帝国学園
  - 鬼道有人 - 翁長卓
  - 辺見渡 - 渡辺和貴
  - 寺門大貴 - 江川武蔵
  - 佐久間次郎 - 末野卓磨
  - 源田幸次郎 - 大曽根敬大

### スタッフ
- 原作 - レベルファイブ
- 脚本・演出 - 大和田悟史
- 製作 - 2010 FCイナズマイレブン ACT
- 舞台制作 - 映人

## 関連商品
人気の拡大に伴い、カードゲームやボードゲーム、文房具、食玩、コスプレ衣装など、多岐にわたる商品展開を見せている。
- イナズマイレブンTCG - タカラトミー発売のトレーディングカードゲーム
- オリジナル・サウンドトラック - ゲーム未収録曲を含むサウンドトラック
- イナズマイレブン爆・人生ゲーム - 人生ゲームのイナズマイレブン版。

## ゲーム特許をめぐる訴訟
- セガ（後のセガホールディングス）は、ペンなどによって画面にタッチしキャラクターを操作するシステムについて特許を取得していたが、この特許について、レベルファイブが開発したイナズマイレブンのニンテンドーDS向けソフトが、セガの特許を侵害しているとして、セガは東京地裁に対し、『イナズマイレブン』の8作品の販売差し止め・廃棄並びに約9億円の損害賠償（特許使用料として入る見込みだった金額）の支払いを求めて提訴した[12]。その後、両社による公式な発表や報道などはなされていないが、2022年の時点でイナズマイレブンシリーズの販売は継続している[13]。